# Маній Помпоній Матон
Маній Помпоній Матон (лат. Manius Pomponius Matho; ? — 211 до н. е.) — політичний, державний та військовий діяч Римської республіки, консул 233 року до н. е.

## Життєпис
Походив з роду Помпоніїв. У 233 році до н. е. його обрано консулом разом з Квінтом Фабієм Максимом. Воював проти повсталих сардів, за що у 232 році до н. е. отримав від римського сенату право на тріумф.
У 216 році до н. е. став претором, проте не брав участі у бойових діях проти карфагенян (в цей час точилася Друга Пунічна війна). після поразки при Каннах зібрав сенат для вироблення рішень. У 215 році до н. е. як пропретор керував Цізальпійською Галлією. У 214 році до н. е. його повноваження були продовженні, щоб стримати галлів стосовно підтримки Ганнібала. У 213 році до н. е. повернувся до Риму. У цей час увійшов до колегії понтифіків. У 211 році помер у Римі.

## Родина
- Помпонія, дружина Публія Корнелія Сципіона, консула 218 року до н. е.